# Romuald Mainka
Romuald Mainka (* 15. Mai 1963 in Gliwice) ist ein deutscher Schachmeister. Ihm wurde 1993 von der FIDE der Titel Großmeister verliehen.

## Karriere
Romuald Mainka siedelte sich mit seinen Eltern in den 1970er-Jahren in Dortmund an, wo er als talentierter jugendlicher Schachspieler in Erscheinung trat. 1980 wurde er in einem internationalen Jugendturnier im belgischen Schilde Zweiter nach Jaan Ehlvest. In den 1980er- und 1990er-Jahren zählte Mainka beständig zu den hoffnungsvollsten Talenten. Er lebt in Dortmund und arbeitet in Witten-Annen.
Folgende Titel konnte er erringen:
- 1987 Sieger im B-Turnier der Dortmunder Schachtage
- 1990 Sieger des Bohemian-Turniers mit Eckhard Schmittdiel in Prag
- 1991 Sieger im Dortmunder C-Turnier mit Konstantin Sakajew und Ralf Lau
- 1991 Sieger beim internationalen Open in Le Touquet-Paris-Plage
- 1992 Platz 1 mit Ralf Lau in Porz
- 1993 Sieger in Athen
- 1994 Ungeteilter Platz 2 mit 8 Punkten aus 10 Partien beim 18. Lloyds-Bank-Open in London hinter Alexander Morosewitsch vor über 30 Großmeistern
- 1995 Sieger in Schwäbisch Gmünd
- 1996 Sieger in Recklinghausen und Weilburg
- 1997 Sieger in Würzburg und Leverkusen
- 1999 Sieger in Essen, Saarlouis und Kleve
- 2005 Sieger in Recklinghausen

Seit Mitte der 1980er-Jahre spielte Mainka mit den SF Dortmund-Brackel zunächst in der 2. Bundesliga, nach deren Aufstieg von 1989 bis 1992 in der 1. Bundesliga. Von 1992 bis 1997 spielte er bei der SG Porz in der 1. Bundesliga und wurde mit dieser 1994 und 1996 deutscher Mannschaftsmeister. 2002 wechselte er zum Zweitligaverein Betzdorf-Kirchen, ein Jahr später zum SC Remagen, wo er bis 2010 (unter anderem von 2006 bis 2010 in der 1. Liga) spielte. Seit der Saison 2010/11 spielt er bei Hansa Dortmund, mit dem er in der Saison 2011/12 in der 1. Bundesliga spielte und auch in der Saison 2014/15 in der 1. Liga gemeldet ist.
In der belgischen Interclubs spielte er von 2008 bis 2010 für den KSK 47 Eynatten.
Mainkas Zwillingsbruder Gregor Mainka hatte im Juli 1993 seine höchste Elo-Zahl von 2385 und spielte mit den SF Dortmund-Brackel in den Spielzeiten 1989/90 und 1993/94 ebenfalls in der 1. Schachbundesliga.